# Paspalum subciliatum
Paspalum subciliatum är en gräsart som beskrevs av Mary Agnes Chase. Paspalum subciliatum ingår i släktet tvillinghirser, och familjen gräs. Inga underarter finns listade i Catalogue of Life.